# Bettina Schieferdecker
Bettina Schiefendecker (Markranstädt, 30 april 1968) is een Oost-Duitse turnster die een bronzen medaille won bij de Olympische Zomerspelen van 1988 in Seoul.
In 1983 won zij tijdens de wereldkampioenschappen in Boedapest de bronzen medaille met het team.
Bettina was geselecteerd voor het DDR-team wat zou deelnemen aan de Olympische spelen van 1984 in Los Angeles, maar vanwege de boycot door het Oostblok kon zij niet deelnemen aan de spelen.
Wel deed ze mee dat jaar aan het Oostblokalternatief de Vriendschapsspelen, waarbij de turnonderdelen werden gehouden in het Tsjecho-Slowaakse Olomouc,
waar ze een bronzen medaille won op vloer en de zilveren medaille in de landenwedstrijd.
Na 1984 werd er jaren niets van meer haar vernomen totdat ze na een afwezigheid van vier jaar weer in het DDR-team zat dat in Seoul turnde.
Tijdens de Olympische Zomerspelen van 1988 in Seoul eindigde zij in de kwalificatie als 30e. Omdat zij als 5e Oost-Duitse eindigde mocht zij niet deelnemen aan de meerkampfinale. Met haar ploeggenoten won zij de bronzen medaille in de landenwedstrijd.
Haar beste toestel was de sprong.
Na Seoul sloot ze haar turncarrière af en studeerde psychologie en geneeskunde aan de universiteit van Leipzig.
Ze werkt als arts in een ziekenhuis in Schmannewitz.
Ze is sinds 1996 getrouwd en heeft twee dochters.